# Grab (gmina Cetynia)
Grab (cyr. Граб) – wieś w Czarnogórze, w gminie Cetynia. W 2011 roku liczyła 25 mieszkańców.